# Gaina
Gaina també anomenat Gaià va ser un anti-patriarca copte d'Alexandria des del 10 de febrer de l'any 535 fins al maig o juny d'aquell mateix any.

## Context
Després de la mort del patriarca Timoteu IV l'any 535, el patriarcat es va dividir en dues faccions, els antics melquites seguidors del Concili de Calcedònia que reconeixen com a patriarca Pau d'Alexandria i els coptes (monofisites) que havien elegit Teodosi I. Teodosi es va haver d'enfrontar amb un pretendent anomenat Gaina o Gaià un «julianista», és a dir, un partidari del monofisita radical Julià d'Halicarnàs. Gaina va ser expulsat per l'emperador, que el va exiliar a Sardenya.